# Jean-Claude Alizet
Jean-Claude Alizet, né le 19 août 1947 à Talairan dans le département de l'Aude est un essayiste français.

## Biographie
En 1992, son essai L'année 1989 du polar, de la S.F., du fantastique et de l'espionnage reçoit le grand prix de l'Imaginaire.

## Œuvre
- L'année 1989 du polar, de la S.F., du fantastique et de l'espionnage : bibliographie critique courante de l'autre-littérature, Encrage, 1990
- L'année de la fiction 1990 du polar, de la S.F., du fantastique et de l'espionnage : bibliographie critique courante de l'autre-littérature, Encrage, 1991
- L'année de la fiction 1991 du polar, de la S.F., du fantastique et de l'espionnage : bibliographie critique courante de l'autre-littérature, Encrage, 1992
- L'année de la fiction 1992 du polar, de la S.F., du fantastique et de l'espionnage : bibliographie critique courante de l'autre-littérature, Encrage, 1993
- L'année de la fiction 1993 du polar, de la S.F., du fantastique et de l'espionnage : bibliographie critique courante de l'autre-littérature, Encrage, 1994
- L'année de la fiction 1994 du polar, de la S.F., du fantastique et de l'espionnage : bibliographie critique courante de l'autre-littérature, Encrage, 1995
- L'année de la fiction 1995 du polar, de la S.F., du fantastique et de l'espionnage : bibliographie critique courante de l'autre-littérature, Encrage, 1996
- L'année de la fiction 1996 du polar, de la S.F., du fantastique et de l'espionnage : bibliographie critique courante de l'autre-littérature, Encrage, 1997
- L'année de la fiction 1997 du polar, de la S.F., du fantastique et de l'espionnage : bibliographie critique courante de l'autre-littérature, Encrage, 1998
- L'année de la fiction 1998 du polar, de la S.F., du fantastique et de l'espionnage : bibliographie critique courante de l'autre-littérature, Encrage, 1999
- L'année de la fiction 1999-2000 du polar, de la S.F., du fantastique et de l'espionnage : bibliographie critique courante de l'autre-littérature, Encrage, 2000
- L'année de la fiction 2001-2002 du polar, de la S.F., du fantastique et de l'espionnage : bibliographie critique courante de l'autre-littérature, Encrage, 2002
- L'année de la fiction 2003-2004 du polar, de la S.F., du fantastique et de l'espionnage : bibliographie critique courante de l'autre-littérature, Encrage, 2004

## Sources
- Claude Mesplède (dir.), Dictionnaire des littératures policières, vol. 1 : A - I, Nantes, Joseph K, coll. « Temps noir », 2007, 1054 p. (ISBN 978-2-910686-44-4, OCLC 315873251), p. 524-525